# Callocossus elegans
Callocossus elegans är en fjärilsart som beskrevs av Aurivillius 1910. Callocossus elegans ingår i släktet Callocossus och familjen träfjärilar. Inga underarter finns listade i Catalogue of Life.